# 몬테무를로
몬테무를로(이탈리아어: Montemurlo)는 이탈리아 토스카나주 프라토도에 있는 코무네다. 피렌체에서 북서쪽으로 25km, 프라토에서 북서쪽으로 8km 거리에 있다.